# Alples
Alples industrija pohištva je podjetje iz Železnikov.
Alples je podjetje s 180 zaposlenimi in letnim prometom 20 milijonov EUR. Proizvodnji program je v večji meri sestavljen iz pohištva izdelanega iz iverala.
Program obsega kuhinje, spalnice, dnevne sobe, jedilnice, mladinske sobe, predsobe, klubske mizice.
Alples ima pridobljen certifikat ISO 9001. 50 % izdelkov izvozi, ostalo pa proda na domačem trgu. Glavni izvozni trgi so: ZDA, Avstrija, Hrvaška, Madžarska, Rusija, Slovaška, Češka republika, Japonska in Republika Makedonija.